# Roemeens voetbalkampioenschap 1911/12
In 1911/12 werd het derde kampioenschap in Roemenië georganiseerd. Opnieuw DEDEN dezelfde drie clubs als de voorbije twee seizoenen mee. Voor het eerst ging de titel naar een team van buiten Boekarest.

## Eindstand
| Plaats | Team                | Wed. | W | G | V | Doelpunten | Verschil | Ptn |
| ------ | ------------------- | ---- | - | - | - | ---------- | -------- | --- |
| 1      | United AC Ploiești  | 4    | 3 | 1 | 0 | 14 : 08    | +6       | 7   |
| 2      | Colentina Boekarest | 4    | 1 | 1 | 2 | 10 : 13    | −3       | 3   |
| 3      | Olimpia Boekarest   | 4    | 1 | 0 | 3 | 10 : 13    | −3       | 2   |